# Prins Julian af Sverige
Prins Julian af Sverige (Julian Herbert Folke, født 26. marts 2021) er prins af Sverige og hertug af Halland. Han er søn af prins Carl Philip og prinsesse Sofia. Prins Julian er den tredje af fire søskende; hans brødre er prins Alexander og prins Gabriel og hans søster er prinsesse Ines.

## Titler, prædikater og æresbevisninger

### Titler og prædikater
- 2021: Prins Julian af Sverige, Hertug af Halland

### Æresbevisninger

#### Svenske dekorationer
- Sverige: Ridder af Serafimerordenen  (2021)
- Sverige: Ridder af Karl XIIIs orden - regnes fra fødselen.